# トランシリアンK線
K線（ケーせん、フランス語: Ligne K）は、フランス国鉄（SNCF）によって運営されているフランスの首都パリとその大都市圏（イル＝ド＝フランス地域圏）で運行されているトランシリアンの路線である。パリ市内北部のパリ北駅から、パリ近郊北東部のクレピー＝アン＝ヴァロワ駅までを南北に結ぶ。1860年に開業。

## 概要
パリ北駅からクレピー＝アン＝ヴァロワを結ぶ。パリ北駅からミトリー＝クレイ駅間はRER B線と重複する。この間、B線は多数の駅に停車するが、K線はシャルル・ド・ゴール空港方面への分岐駅であるオルネー＝スー＝ボワ駅にのみ停車する。
路線のほぼ全域がイル＝ド＝フランス地域圏にあるため、イル＝ド＝フランス・モビリテ（IdFM）の管轄下にあるが、ル・プレシ＝ベルヴィル駅以遠の地域はオー＝ド＝フランス地域圏のオワーズ県にあり、管轄外となっている。

K線の路線図

## 駅一覧
| 駅名                                 | 駅名                            | 接続路線                                                                                                   | 所在地                   | 所在地                       |
| ------------------------------------ | ------------------------------- | --- | ------------------------ | ---------------------------- |
| パリ北駅                             | Paris-Nord                      | メトロ： 4号線、 5号線（北駅） RER： B線、 D線 RER： E線（マジャンタ駅） トランシリアン： H線 フランス国鉄 | イル＝ド＝フランス地域圏 | パリ（10区）                 |
| オルネー＝スー＝ボワ駅               | Aulnay-sous-Bois                | RER： B線 トラム： 4号線                                                                                   | イル＝ド＝フランス地域圏 | オルネー・スー・ボワ         |
| ミトリー＝クレイ駅                   | Mitry - Claye                   | RER： B線                                                                                                  | イル＝ド＝フランス地域圏 | ミトリー＝モリー             |
| コンパン駅                           | Compans                         | | イル＝ド＝フランス地域圏 | コンパン                     |
| ティユー＝ナントゥイエ駅             | Thieux - Nantouillet            | | イル＝ド＝フランス地域圏 | ティユー                     |
| ダンマルタン＝ジュイ＝サン＝マール駅 | Dammartin - Juilly - Saint-Mard | フランス国鉄：TERオー＝ド＝フランス                                                                        | イル＝ド＝フランス地域圏 | サン＝マール                 |
| ル・プレシ＝ベルヴィル駅             | Le Plessis-Belleville           | フランス国鉄：TERオー＝ド＝フランス                                                                        | オー＝ド＝フランス地域圏 | ル・プレシ＝ベルヴィル       |
| ナントゥイユ＝ル＝オドゥアン駅       | Nanteuil-le-Haudouin            | フランス国鉄：TERオー＝ド＝フランス                                                                        | オー＝ド＝フランス地域圏 | ナントゥイユ＝ル＝オドゥアン |
| オルモワ＝ヴィレール駅               | Ormoy-Villers                   | | オー＝ド＝フランス地域圏 | オルモワ＝ヴィレール         |
| クレピー＝アン＝ヴァロワ駅           | Crépy-en-Valois                 | フランス国鉄：TERオー＝ド＝フランス                                                                        | オー＝ド＝フランス地域圏 | クレピー＝アン＝ヴァロワ     |